# Chapelle Saint-Pierre-de-Castres de Tresques
La chapelle Saint-Pierre-de-Castres est une chapelle romane située à Tresques dans le département français du Gard en région Occitanie.

## Localisation
Cet édifice religieux établi sur la commune de Tresques se situe sur le plateau de Lacau, à 227 m d’altitude et 2 km à vol d'oiseau à l’ouest d’un monument plus connu, le camp de César.

## Historique

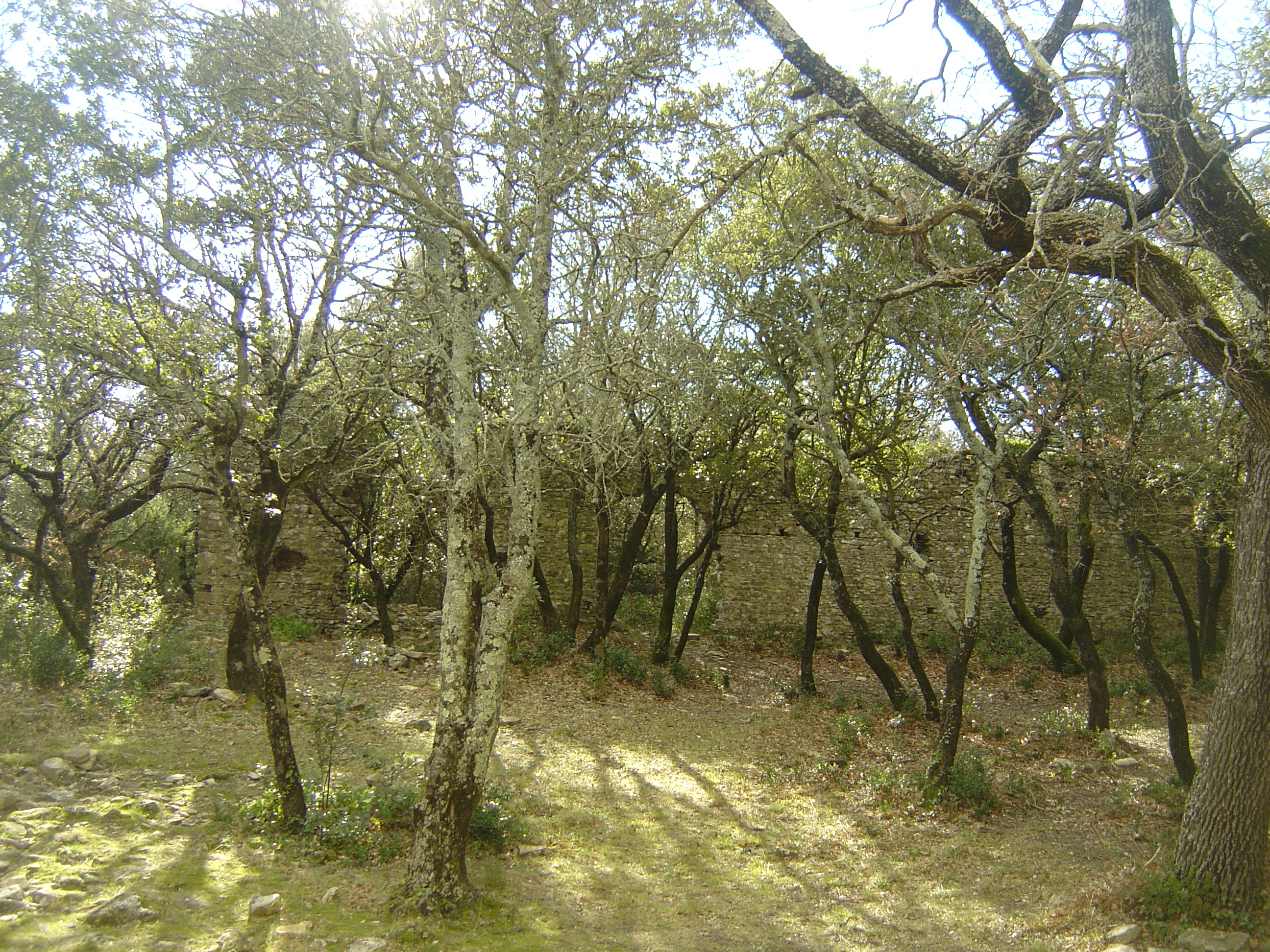
À quelques pas de la chapelle, les ruines d'un ancien prieuré.

On estime la construction de la chapelle soit à la fin du XIe siècle soit au XIIe siècle, ayant été bâtie par les moines de Saint-Pierre (une congrégation bénédictine) qui ont auparavant asséché l'étang de Tresques. Selon l'historienne Claire-Lise Creissen, « c'est une chapelle très ancienne. En se basant sur l'étude de la voûte, je penche pour le XIIe siècle peut-être fin du XIe siècle. Elle a été réalisée d'une seule traite, a priori pendant la période romane, et hormis le clocher, elle ne semble pas avoir été touchée depuis des siècles et des siècles. Elle fait partie de tout un réseau de chapelles du prieuré de Pont ». Le clocher était autrefois pyramidal.

À proximité du monument, on remarque la présence de ruines d'un ancien prieuré. La chapelle était jusqu'à la fin du XIXe siècle un lieu de pèlerinages.
À l’été 2019, la commission régionale des Monuments historiques d’Occitanie a validé l’inscription de cet édifice aux Monuments historiques pour l’année 2020. L'association « Les Amis de Saint-Pierre-de-Castres », créée en 1985, veille à sa conservation.

## Architecture

### Intérieur
Comme beaucoup de chapelles construites selon l’art roman, elle possède une nef unique avec un seul vaisseau à trois travées, un chevet, un chœur bâti en cul-de-four semi-sphérique. A l'exception de quelques piliers avec des motifs sculptés, l'intérieur est globalement peu décoré.

### Voûte
Elle dispose d’une voûte en pierres, maçonnée. Elle n’a pas été façonnée avec charpente en bois, ce qui lui a permis de résister aux incendies et à l’usure. Sur la longue durée de cette chapelle, Alexandre Autin, architecte nîmois du patrimoine historique, affirme : « Saint-Pierre a sans doute bénéficié d'être en retrait des routes très fréquentées. Elle est très bien préservée et n'a jamais fait l'objet d'une reconstruction. Elle n'a pas été trop touchée par la main de l'homme en fait. Ce qui laisse à penser qu'il s'agit d'un édifice roman de la première génération, fin XIe, début du XIIe siècle ».

### Murs
La façade nord ne possède pas d'ouverture afin d'éviter que le mistral ne s'y engouffre trop.
À la différence d’autres chapelles, celle-ci ne présente pas de contreforts mais des murs épais, faits de moellons. Alexandre Autin constate à ce propos : « D'ordinaire, pour compenser la poussée des voûtes, on a des contreforts partout. Ici Saint-Pierre ne fonctionne pas comme ça, elle compense par des murs épais. On a un rapport de 1 à 1,4 par rapport aux autres. Et il n'y a aucun contrefort. »

### Toit et clocher
Le toit est fait de lauzes calcaires basées sur une abondante couche de terre. Comme la plupart des chapelles des villages voisins, son clocher est orienté vers l'Est. 

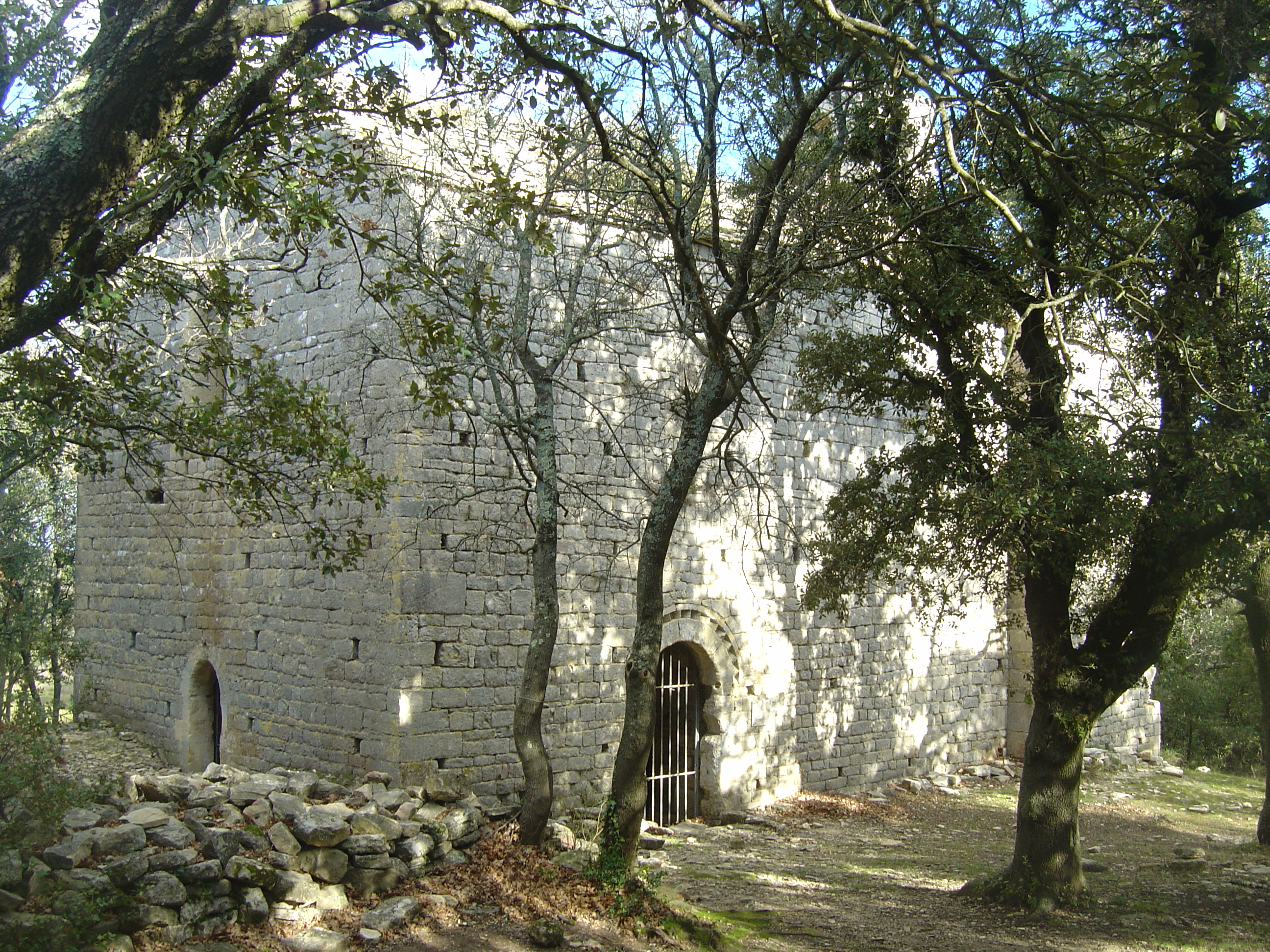
Les façades Ouest et Sud.
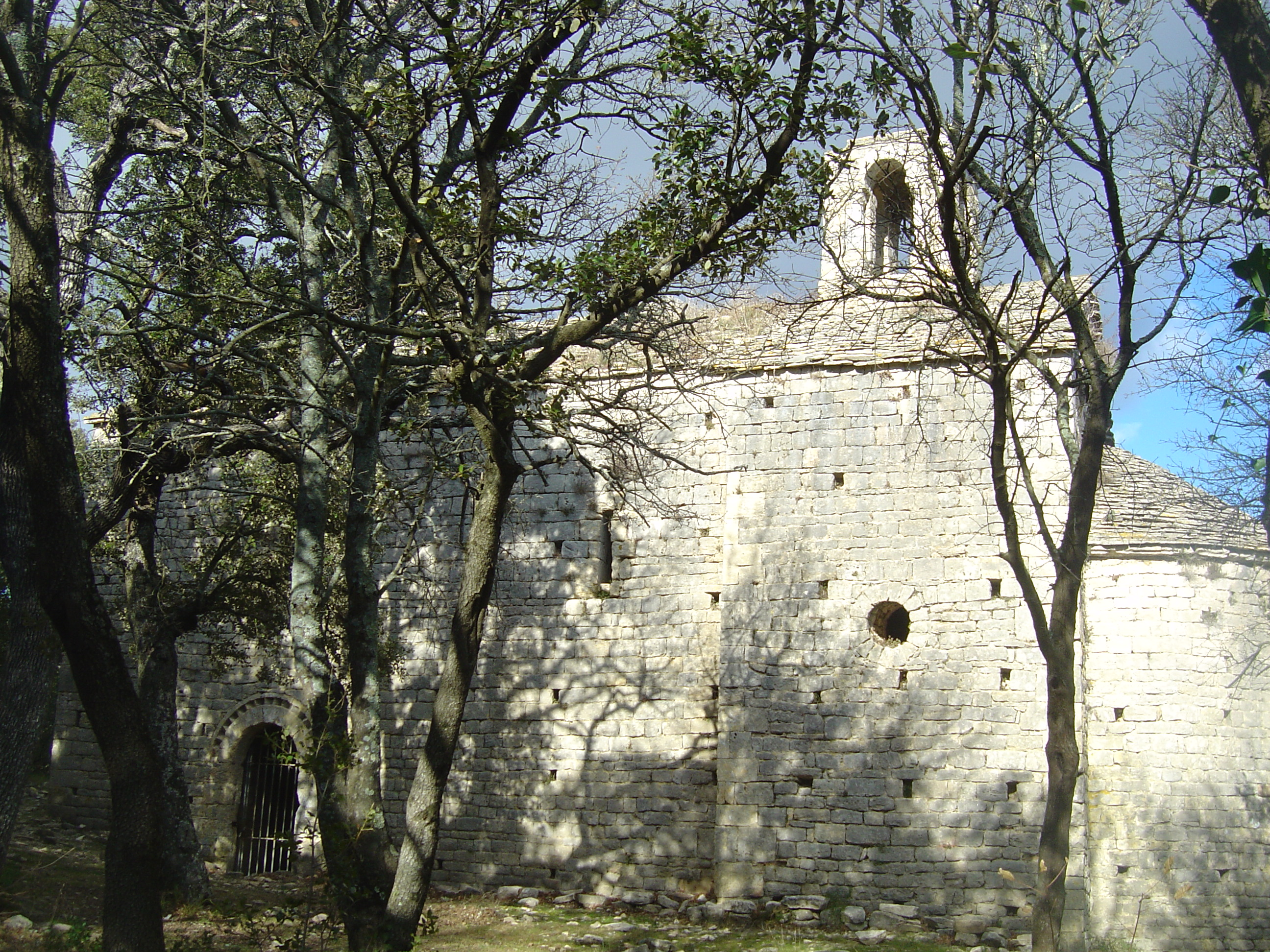
Côté Sud, oculus et clocher.
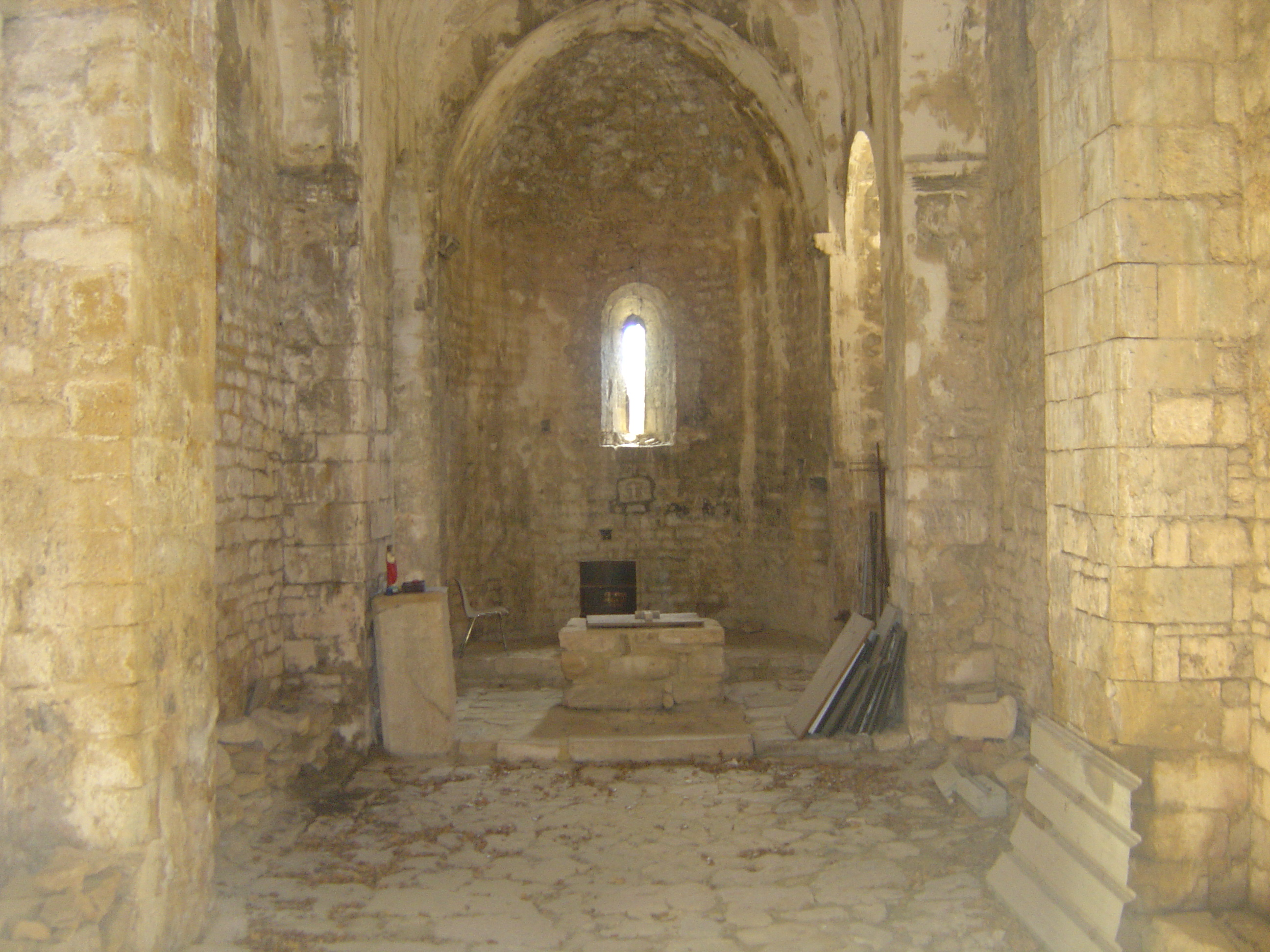
La nef.